# Szomáliai shilling
A shilling Szomália hivatalos pénzneme.
1921-ben bevezették a kelet-afrikai shillinget, amely Brit Szomáliában volt hivatalos.
Szomáliföldön saját pénznem van: a szomáliföldi shilling.

## Bankjegyek

### 2024-es sorozat
2023-ban bejelentették, hogy új bankjegysorozatot vezetnek be, amit 2024 júliusában vezetnek be.